# Concepción Alfaya
Concepción Alfaya, (Madrid, 1886 — ibidem ca. 1945) va ser una mestra, historiadora, etnògrafa i política espanyola.

## Biografia
Batejada María de la Concepción Alfaya López, filla d'una família gallega de la zona de Cangas. En 1912 va concloure la seva llicenciatura a l'Escola d'Estudis Superiors de Magisteri amb premi extraordinari. Professora successivament de les Escoles Normals de Mestres a León (1912), Conca (1913) i de Segòvia (1915); professora d'Història de la Pedagogia en la Residència de Senyoretes de Madrid, inspectora de primer ensenyament (1933) i directora de les Missions Pedagògiques a Segòvia (1931-1936). Alumna distingida de Rafael Altamira, que la introduiria en l'equip del Centre d'Estudis Històrics, va ser pensionada per la Junta per a Ampliació d'Estudis i Recerques Científiques el 1922 per estudiar a França i Bèlgica. En 1935 va sol·licitar una altra beca a la JAE per ampliar els seus treballs sobre etnografia popular i sobre l'ús de l'art en la pedagogia a Romania, Itàlia i Txecoslovàquia.
A més de la seva activitat docent, Alfaya va reunir entre 1913 i 1936 els següents càrrecs i honors: tresorera de la Junta de Protecció de Menors, Membre del Centre d'Estudis Històrics, Agregada al Col·legi Nacional de Sordmuts, Membre d'Honor del Comitè de Millores de Segòvia i Membre de la secció d'Etnografia de Madrid. En 1937, sent professora de Metodologia de la Història de l'Escola de Magisteri Primari de Segòvia, la Junta de Defensa Nacional creada a Burgos pels militars revoltats, la va donar de baixa i va apartar del servei; pel que traslladant-se a Madrid es va incorporar al professorat de l'Escola Normal número 2 de la capital espanyola voltada per l'exèrcit rebel a la Segona República Espanyola.
En el capítol polític, Alfaya va ser dirigent d'Izquierda Republicana a Segòvia, i candidata per la província de Pontevedra en les eleccions a Corts Constituents de 1931, en representació del Partit Republicà viguès, integrat en l'Aliança Republicana. Va materialitzar la seva activitat política amb la creació de tallers de brodat popular i menjadors.
En 1941 va ser depurada i represaliada per la justícia franquista.

## Obres
- Influencia del medio social en la evolución mental de los escolares (1912);
- El mito y la historia. Su valor educativo (1918);
- Las clases sociales en Castilla (premio en el Certamen de Estudios Castellanos (1921);
- Noticias para la historia económica y social de España. Teorías económico-sociales (1800-1820) (1924);
- Noticias sobre algunas transformaciones sociales de la post-guerra en Bélgica. Asistencia y beneficencia, premio de la Academia de Ciencias Morales y Políticas el 1929;[4][5]
- Los bordados populares en Segovia (con la colaboración de su hermana Paz Alfaya López), el 1930; obra que figuró en la Exposición del Libro de Praga a petición del ministro de Checoslovaquia,[6] y que es quizá su libro más popular.[5][7]